# 크리스티안 판더
크리스티안 판더 (Christian Pander, 1983년 8월 28일, 뮌스터 ~)는 독일의 전 축구 선수이다. 현역 시절 그의 포지션은 레프트 백이었다. 그는 강력한 왼발 프리킥 능력을 소유하고 있으며, 왼쪽 측면으로 공격하기도 한다.

## 경력

### 클럽 경력
판더는 FC 샬케 04 유스 출신으로, 그는 2004년부터 샬케의 1군 일원이었다. 그는 2004년 8월 6일, 0-1로 패한 SV 베르더 브레멘 원정경기에서 데뷔전을 치렀다. 그의 샬케 생활은 부상의 연속이었다. 그는 2005-06 시즌과 2009-10 시즌을 중상으로 결장하여야 했다. 판더의 마지막 샬케 공식 경기는 2009년 5월 10일 보루시아 묀헨글라트바흐전으로 왼쪽 무릎 부상으로 시작한지 16분만에 교체아웃 당했다.
2011년 6월 19일, 판더는 리그 경쟁자인 하노버 96과 1년 계약을 체결하였다.

### 국가대표 경력
판더는 독일 축구 국가대표팀 선수로 2경기 출장하였다. 2007년 8월 22일, 그는 잉글랜드전에서 22m 중거리슛으로 득점하였다. 게리 리네커는 경기 이후, "먹고, 쏘고 떠났다" 라고 평을 내렸다. 경기는 독일의 2-1 승리로 끝났다.

## 수상
FC 샬케 04
- DFB-포칼
  - 2010-11